# Contursi Terme
Contursi Terme és un municipi italià situat al territori de la província Salern, a la regió de Campània. El 2020 tenia 3.243 habitants.